# 교통약자석
교통약자석(交通弱者席)은 노인, 장애인, 임산부 및 부상자가 다른 사람들과 동등한 수준의 접근성과 편안함을 가지고 대중 교통을 탈 수 있도록 특정 운송 사업자에 의해 대중 교통 차량에 지정되었다. 우선 순위 좌석은 대중 교통 철도, 버스, 미니 버스 및 트램을 포함한 다양한 대중 교통 수단에서 찾을 수 있다. "도움이 필요한 사람에게 좌석을 제공하십시오"라는 슬로건이 종종 좌석 옆에 표시된다. 노인, 장애인, 임산부 및 부상자는 이 좌석에 우선적으로 탑승할 수 있다. 대부분의 경우, 우선 순위 좌석의 사용을 제한하는 규정 없지만, 사람들은 도움이 필요한 사람들에게 그들의 좌석을 제공할 것으로 예상된다.